# میگل آنخل لیل
میگل آنخل لیل (انگلیسی: Miguel Ángel Leal؛ زادهٔ ۱ فوریهٔ ۱۹۹۷) بازیکن فوتبال اهل اسپانیا است.